# نظرخان (مقاطعة دلفان)
نظرخان (بالفارسية: نظرخان) هي قرية تقع في قسم ايتيوند الجنوبي الريفي (مقاطعة دلفان) في إيران. يقدر عدد سكانها بـ 0 نسمة بحسب إحصاء 2016.